# 元山飛優
元山 飛優（もとやま ひゆう、1998年12月4日 - ）は、大阪府東大阪市出身のプロ野球選手（内野手）。右投左打。埼玉西武ライオンズ所属。

## 経歴

### プロ入り前
父親が「飛び抜けて優れるように」との期待を込め命名。城東ジュニアコンドルズ（大阪府東大阪市立菱屋西小学校）、生駒ボーイズ（大阪府東大阪市立上小阪中学校）を経て、長野県・佐久長聖高校へ入学。
高校時代には、2014年の1年夏に三塁手、2016年の3年夏に遊撃手・主将として甲子園出場を果たした。
東北福祉大学では2017年の1年春からベンチ入り。2年春には打率.486、12打点の成績でチームを2季ぶりのリーグ優勝に導き、個人としてはリーグMVP、最高打率賞、最多打点賞、ベストナインの4冠に輝いた。3年時には、持ち味の俊足巧打と、安定した遊撃守備が評価され、「侍ジャパン」の大学日本代表に選出された。2019年7月、第43回日米大学野球選手権大会では、後にプロ野球選手となった森下暢仁、早川隆久、郡司裕也、牧秀悟、小川龍成、柳町達、宇草孔基らとともに国際大会を戦った。4年時にはチームの主将を務めた。打撃2冠の2年次春にMVPを受賞。2018年春・2019年春・2020年秋の3度ベストナインを獲得した。
2020年10月26日に行われたドラフト会議では、東京ヤクルトスワローズから4位指名を受け、11月24日に契約金4000万円、年俸750万円で仮契約した。背番号は宮本慎也が現役時代に着用した6。

### ヤクルト時代

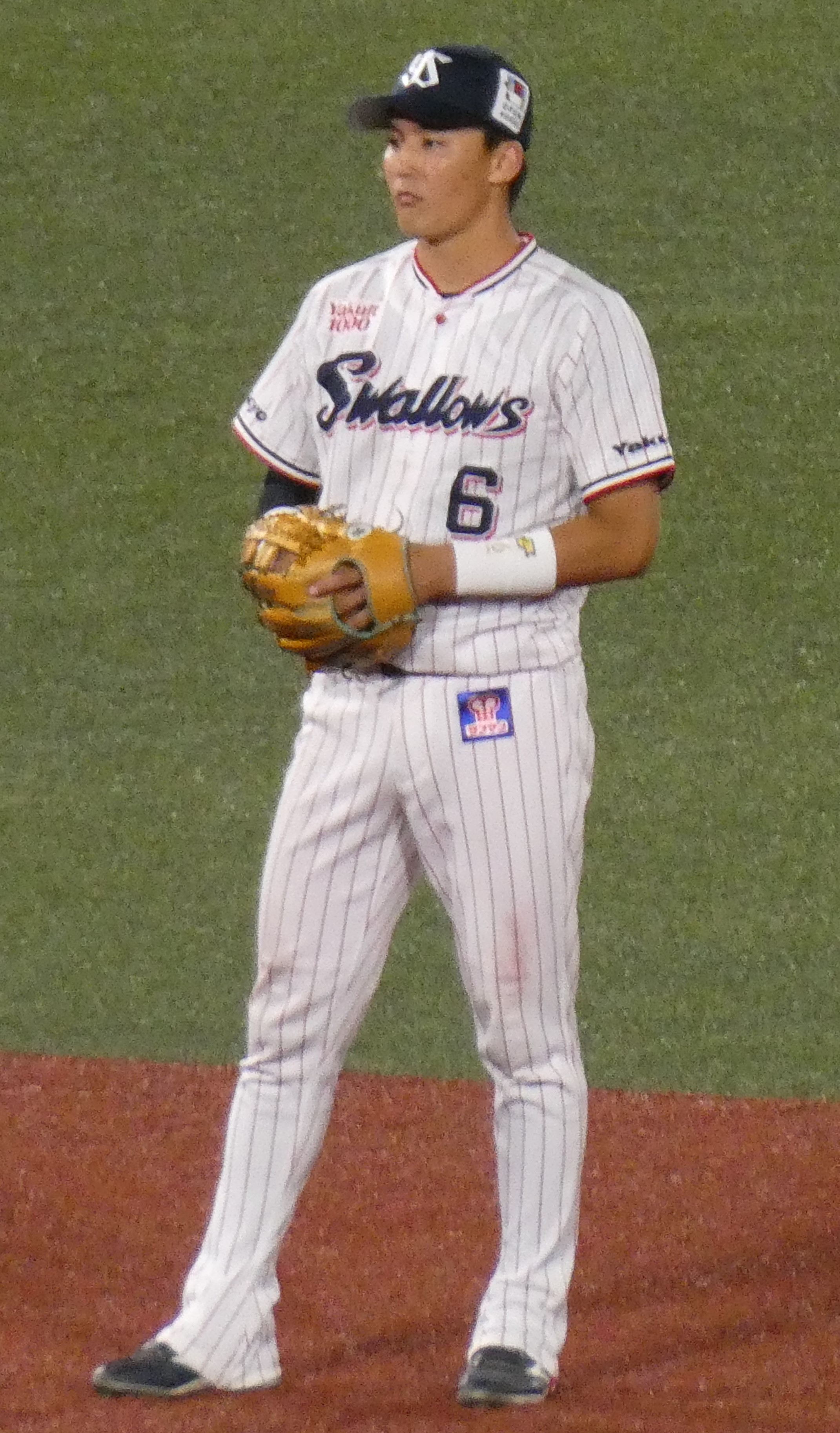
ヤクルト時代
（2021年10月10日 明治神宮野球場）

2021年、開幕一軍入りを果たすと、3月27日の開幕2戦目でプロ初安打・初本塁打を記録。また、4月18日にはプロ初となる猛打賞を記録した。4月22日には、「2番・遊撃手」で先発出場し、2号2ランと8回にはスクイズを決める活躍で、勝利に導いた。以降はサードの守備固めや足に不安を抱える山田哲人が交代した際のセカンドをこなすなど途中出場が多かったが、開幕スタメンショートの西浦直亨が極度の不振に陥ると5月末ごろからショートスタメンでの起用が増えた。最終盤に大瀬良大地に受けた死球の影響で出場選手登録を抹消されるも、新人ながら97試合に出場し打率.255、3本塁打、OPS.653とレギュラー不在のショートで存在感を見せ1年目から優勝に貢献した。12月15日、750万円増となる推定年俸1500万円で契約を更改した。
2022年は、前年に死球で右手首を怪我した影響もあり調整が遅れ開幕一軍を逃す。7月12日に一軍初昇格を果たすが、その間、長岡秀樹の台頭があり、ショートのレギュラーを奪われる形となった。最終的に13試合の出場に終わり、打率.148、1本塁打という成績だった。11月22日、200万円減となる推定年俸1300万円で契約を更改した。
2023年は、22試合に出場し、打率.179、0本塁打、3打点を記録。

### 西武時代
2023年12月21日、宮川哲とのトレードで埼玉西武ライオンズへ移籍することが発表された。背番号は30。
2024年6月1日の読売ジャイアンツ戦で、8回裏に代打で起用されると、西舘勇陽から移籍後初本塁打を放ち、更に9回裏にはアルベルト・バルドナードからサヨナラ打を放った。9月1日の北海道日本ハムファイターズ戦でも池田隆英からサヨナラ二塁打を放った。

## 選手としての特徴
守備
高校時代は投手として最速146km/hを記録。広い守備範囲と高い送球精度を誇り、守備についてはアマチュアNo.1と評される。
打撃
大学のリーグ戦で首位打者と打点王を獲得するなど、勝負強さと確実性を持っている。

## 人物
愛称は「リーダー」。ファンにはファーストネームの「飛優と呼んで欲しい」と語っている。
夢は「世界一のショート」になること。目立つことが大好きで、憧れの選手は同じ背番号だった宮本慎也、同じ型のバットを使うヤクルトの川端慎吾、新庄剛志の3人を挙げている。
ヤクルト同期入団の山野太一と親しく、一緒に漫才を披露したことがある。また、2022年まで同僚だったスコット・マクガフと親しく、「スコットには本当に良くしてもらった。とても仲良しな存在。いつも気にかけてもらって支えられていました」と語り、2023年からは彼が使用していた登場曲「RYDEEN」を継承した。

## 詳細情報

### 年度別打撃成績
| 年 度     | 球 団     | 試 合 | 打 席 | 打 数 | 得 点 | 安 打 | 二 塁 打 | 三 塁 打 | 本 塁 打 | 塁 打 | 打 点 | 盗 塁 | 盗 塁 死 | 犠 打 | 犠 飛 | 四 球 | 敬 遠 | 死 球 | 三 振 | 併 殺 打 | 打 率 | 出 塁 率 | 長 打 率 | O P S |
| --------- | --------- | ----- | ----- | ----- | ----- | ----- | -------- | -------- | -------- | ----- | ----- | ----- | -------- | ----- | ----- | ----- | ----- | ----- | ----- | -------- | ----- | -------- | -------- | ----- |
| 2021      | ヤクルト  | 97    | 235   | 208   | 20    | 53    | 1        | 3        | 3        | 69    | 17    | 2     | 1        | 5     | 1     | 17    | 3     | 4     | 42    | 7        | .255  | .322     | .332     | .653  |
| 2022      | ヤクルト  | 13    | 28    | 27    | 4     | 4     | 3        | 0        | 1        | 10    | 2     | 0     | 0        | 1     | 0     | 0     | 0     | 0     | 5     | 2        | .148  | .148     | .370     | .519  |
| 2023      | ヤクルト  | 22    | 42    | 39    | 1     | 7     | 1        | 0        | 0        | 8     | 3     | 0     | 0        | 2     | 1     | 0     | 0     | 0     | 13    | 1        | .179  | .175     | .205     | .380  |
| 2024      | 西武      | 33    | 81    | 77    | 2     | 11    | 2        | 0        | 1        | 16    | 7     | 0     | 0        | 1     | 0     | 2     | 0     | 1     | 21    | 2        | .143  | .175     | .208     | .383  |
| 通算：4年 | 通算：4年 | 165   | 386   | 351   | 29    | 75    | 7        | 3        | 5        | 103   | 29    | 2     | 1        | 9     | 2     | 19    | 3     | 5     | 81    | 12       | .214  | .263     | .293     | .556  |

- 2024年度シーズン終了時

### 年度別守備成績
| 年 度 | 球 団    | 一塁  | 一塁  | 一塁  | 一塁  | 一塁  | 一塁     | 二塁  | 二塁  | 二塁  | 二塁  | 二塁  | 二塁     | 三塁  | 三塁  | 三塁  | 三塁  | 三塁  | 三塁     | 遊撃  | 遊撃  | 遊撃  | 遊撃  | 遊撃  | 遊撃     |
| 年 度 | 球 団    | 試 合 | 刺 殺 | 補 殺 | 失 策 | 併 殺 | 守 備 率 | 試 合 | 刺 殺 | 補 殺 | 失 策 | 併 殺 | 守 備 率 | 試 合 | 刺 殺 | 補 殺 | 失 策 | 併 殺 | 守 備 率 | 試 合 | 刺 殺 | 補 殺 | 失 策 | 併 殺 | 守 備 率 |
| ----- | -------- | ----- | ----- | ----- | ----- | ----- | -------- | ----- | ----- | ----- | ----- | ----- | -------- | ----- | ----- | ----- | ----- | ----- | -------- | ----- | ----- | ----- | ----- | ----- | -------- |
| 2021  | ヤクルト | -     | -     | -     | -     | -     | -        | 14    | 2     | 8     | 0     | 1     | 1.000    | 5     | 1     | 0     | 0     | 0     | 1.000    | 77    | 93    | 136   | 4     | 35    | .983     |
| 2022  | ヤクルト | -     | -     | -     | -     | -     | -        | 9     | 5     | 13    | 0     | 2     | 1.000    | -     | -     | -     | -     | -     | -        | 3     | 3     | 4     | 0     | 2     | 1.000    |
| 2023  | ヤクルト | -     | -     | -     | -     | -     | -        | 16    | 17    | 28    | 0     | 7     | 1.000    | 5     | 1     | 1     | 0     | 0     | 1.000    | 2     | 0     | 1     | 0     | 0     | 1.000    |
| 2024  | 西武     | 19    | 103   | 11    | 2     | 8     | .983     | 1     | 4     | 2     | 0     | 0     | 1.000    | 11    | 5     | 16    | 2     | 1     | .913     | 1     | 2     | 0     | 0     | 0     | 1.000    |
| 通算  | 通算     | 19    | 103   | 11    | 2     | 8     | .983     | 40    | 28    | 51    | 0     | 10    | 1.000    | 21    | 7     | 17    | 2     | 1     | .923     | 83    | 98    | 141   | 4     | 37    | .984     |

- 2024年度シーズン終了時

### 記録
初記録
- 初出場：2021年3月27日、対阪神タイガース2回戦（明治神宮野球場）、3回表に西浦直亨に代わり遊撃手で出場
- 初打席：同上、3回裏に青柳晃洋から右飛
- 初安打：同上、5回裏に青柳晃洋から一塁内野安打
- 初本塁打・初打点：同上、9回裏に桑原謙太朗から右越2ラン
- 初先発出場：2021年3月28日、対阪神タイガース3回戦（明治神宮野球場）、「7番・遊撃手」で先発出場

### 背番号
- 6（2021年[24] - 2023年）
- 30（2024年[40] - ）

### 登場曲
- 「地上の星」中島みゆき（2021年）
- 「英雄」 doa（2021年 - ）

### 代表歴
- 2019年 第43回日米大学野球選手権大会 日本代表